# Múm
Múm (estilizado múm, prounciación islandesa: [muːm]) es una banda islandesa de música experimental, que se caracteriza por sus suaves voces, el uso de efectos electrónicos estilo Clicks and Cuts, y una gran variedad de instrumentos musicales clásicos y no convencionales.

## Historia
La banda se formó en 1997. Sus miembros originales eran Gunnar Örn Tynes, Örvar Þóreyjarson Smárason, y las hermanas Gyða y Kristín Anna Valtýsdóttir.
Según el extinto periódico islandés Fókus, el nombre fue explicado como una pintura. Esto es, las letras de "múm" son como dos elefantes moviendo sus trompas.
Debutaron con el LP Yesterday Was Dramatic – Today Is OK ofreciendo una delicada mezcla de música electrónica, instrumentos clásicos (Finally We Are No One, que se caracteriza por un sonido más cercano al pop y al rock e incluye algunos temas más experimentales. También existe una versión en islandés del disco titulada Loksins erum við engin
Ese mismo año, Gyða dejó la banda para retomar sus estudios en Reikiavik. Su hermana Kristín abandonó la agrupación en 2006 para continuar su carrera musical por separado, pasando después a formar parte del proyecto Avey Tare & Kría Brekkan, trabajando junto a Dave Porter, fundador de la agrupación neoyorquina Animal Collective. Colaboró también en el segundo álbum de la banda islandesa Stórsveit Nix Noltes.
Múm publicó su quinto álbum, Sing Along to Songs You Don’t Know, en 2009. El álbum fue producido por la discográfica Morr Music, que lo describe como "tranquilo y triste, pero que busca la luz en todo momento".
En diciembre de 2011, el grupo publicó un EP llamado Gleðileg Jól (Feliz Navidad) con canciones navideñas  islandesas tradicionales.
El primero de junio de 2012, Múm produjo una compilación titulada Early Birds, que incluía 15 temas grabados entre los años 1998 y 2000.
Mún publicó su sexto álbum, Smilewound, en septiembre de 2013. El disco fue grabado en cuatro formatos: CD, vinilo, digital (disponible para descargar desde Internet) y casete.

## Discografía

### Álbumes
- Yesterday Was Dramatic – Today Is OK (TMT, 2000; relanzado por Morr Music, 2005)
- Finally We Are No One (Fat Cat Records, 2002)
- Summer Make Good (Fat Cat Records, 2004)
- Go Go Smear the Poison Ivy (FatCat Records, 2007)
- Sing Along to Songs You Don't Know (Morr Music, 2009)
- Early Birds (Morr Music, 2012)
- Smilewound (Morr Music, 2013)

### Compilaciones
- Blái Hnötturinn (2001) (Banda sonora)
- Please Smile My Noise Bleed (Morr Music, 2001) (tres pistas inéditas y remixes)
- Remixed (TMT, 2002) (Versions of Yesterday Was Dramatic -Today Is OK)
- Loksins erum við engin (Smekkleysa Records, 2002) — versión en islandés de Finally We Are No One

### Sencillos y EP
- The Ballad of the Broken Birdie Records (TMT, 2000)
- Green Grass of Tunnel (Fat Cat Records, 2002)
- Nightly Cares (Fat Cat Records, 2004)
- Dusk Log (Fat Cat Records, 2004)
- The Peel Session (Fat Cat Records, 2006)(Maida Vale 4 Studio 2002)
- They Made Frogs Smoke 'til They Exploded (Fat Cat Records, 2007)
- Marmalade Fires (Fat Cat Records, 2007)

## Curiosidades
- Una fotografía de Gyða and Kristín Valtýsdóttir fue usada en la portada del disco Fold Your Hands Child, You Walk Like a Peasant de Belle & Sebastian.
- Gyða y Kristín tienen una tercera hermana, Ásthildur, que cantó con la banda en la gira de noviembre de 2002.[5]

- La canción Green Green Grass of Tunnel fue usada en las cortinillas del canal español TVE1 en el año 2006.